# Cours-de-Monségur
 Cours-de-Monségur  là một xã thuộc tỉnh Gironde trong vùng Nouvelle-Aquitaine tây nam nước Pháp.